# Moresco
Moresco é uma comuna italiana da região dos Marche, província de Fermo, com cerca de 604 habitantes. Estende-se por uma área de 6 km², tendo uma densidade populacional de 101 hab/km². Faz fronteira com Lapedona, Montefiore dell'Aso, Monterubbiano.

## Demografia
| Variação demográfica do município entre 1861 e 2011                               |
|                                                                                   |
| Fonte: Istituto Nazionale di Statistica (ISTAT) - Elaboração gráfica da Wikipedia |